# Aajuitsoq
L'Aajuitsoq è una montagna della Groenlandia di 855 m. Si trova nel comune di Sermersooq.